# 周藤芳幸
周藤 芳幸（すとう よしゆき、1962年3月 - ）は、日本の考古学・歴史学者、名古屋大学教授。専門はギリシア考古学、東地中海文化交流史。

## 来歴
神奈川県横須賀市出身。神奈川県立横須賀高等学校卒、1984年東京大学文学部考古学専修卒、1992年同大学院博士課程中退。1987年から1991年までギリシア政府給費留学生としてアテネに留学。
名古屋大学文学部助教授、1993年「ミケーネ社会における集落組織の研究 遺跡の空間分析から」で、文学博士（東京大学）。2005年名古屋大学文学研究科教授。日本西洋古典学会委員。
エーゲ海先史文化の考古学的研究を出発点として、現在は古代ギリシア史の諸問題に取り組む。1997年からは、中エジプトのアコリス遺跡から出土するギリシア系の遺物やギリシア語碑文などの調査を常時行っている。

## 著書
- 図説 ギリシア エーゲ海文明の歴史を訪ねて 河出書房新社 1997.7 新装版2007
- ギリシアの考古学 同成社 1997.9 (世界の考古学)
- 物語古代ギリシア人の歴史 ユートピア史観を問い直す 光文社新書 2004.7
- 古代ギリシア地中海への展開 京都大学学術出版会 2006.10
- ナイル世界のヘレニズム　エジプトとギリシアの遭遇 名古屋大学出版会 2014

## 共編著
- 250語でできるやさしい現代ギリシア会話 村田奈々子共著 白水社 1997.10
- ギリシアを知る事典 村田奈々子共著 東京堂出版 2000.8
- 世界歴史の旅 ギリシア 山川出版社 2003.1
- 古代ギリシア遺跡事典 澤田典子共著 東京堂出版 2004.9
- 朝倉世界地理講座 7 大地と人間の物語 地中海ヨーロッパ 竹中克行、山辺規子共編  朝倉書店 2010.2

## 翻訳
- デイヴィッド・トレイル『シュリーマン 黄金と偽りのトロイ』澤田典子、北村陽子共訳 青木書店 1999

※本書は、著名なシュリーマンの自伝『古代への情熱』が、虚偽に満ちたものであることを示した。
- パウサニアス『ギリシア案内記』京都大学学術出版会「西洋古典叢書」2020-。全5巻予定